# FK Jedinstvo
FK Jedinstvo Bijelo Polje (Língua sérvia: ФК Јединство Бијело Поље) é um clube de futebol montenegrino da cidade de Bijelo Polje, Montenegro. O clube foi fundado em 1922. O clube disputa os seus jogos caseiros no estádio Bijelo Polje Stadium que tem capacidade para 5.000 espectadores.